# Lill-Huljesjön
Lill-Huljesjön är en sjö i Sundsvalls kommun i Medelpad och ingår i Ljungans huvudavrinningsområde. Sjön är 14,5 meter djup, har en yta på 0,349 kvadratkilometer och är belägen 189,1 meter över havet. Sjön avvattnas av vattendraget Huljebäcken.

## Delavrinningsområde
Lill-Huljesjön ingår i det delavrinningsområde (692030-155997) som SMHI kallar för Utloppet av Lill-Huljesjön. Medelhöjden är 231 meter över havet och ytan är 5,23 kvadratkilometer. Det finns inga avrinningsområden uppströms utan avrinningsområdet är högsta punkten. Huljebäcken som avvattnar avrinningsområdet har biflödesordning 4, vilket innebär att vattnet flödar genom totalt 4 vattendrag innan det når havet efter 53 kilometer. Avrinningsområdet består mestadels av skog (90 procent). Avrinningsområdet har 0,35 kvadratkilometer vattenytor vilket ger det en sjöprocent på 6,6 procent.